# Luchów Dolny
Luchów Dolny is een plaats in het Poolse district  Biłgorajski, woiwodschap Lublin. De plaats maakt deel uit van de gemeente Tarnogród en telt 589 inwoners.